# Гьян, Кристиан
Кристиан Атта Гьян (англ. Christian Attah Gyan; 2 ноября 1978, Тема, Большая Аккра — 29 декабря 2021, Роттердам, Южная Голландия) — ганский футболист, крайний защитник. Известен как игрок «Фейеноорда» и ряда нидерландских и финских клубов, а также сборной Ганы. Обладатель Кубка УЕФА.

## Клубная карьера
«Фейеноорд» подписал Гьяна в 1996 году. В следующем сезоне клуб отправил его в аренду в «Эксельсиор». После всего лишь пары месяцев «Фейеноорд» вернул защитника, и он дебютировал за команду в том же сезоне. Гьян оставался в «Фейеноорде» ещё в течение восьми сезонов, но в основном выходил на замену или заменял выбывших игроков основы. Гьян сыграл в финале Кубка УЕФА 2002 против дортмундской «Боруссии», заменив дисквалифицированного Бретта Эмертона в стартовом составе. К тому времени игрок уже выиграл с клубом чемпионат Нидерландов и Суперкубок Нидерландов. Гьян был одним из самых популярных игроков «Фейеноорда», болельщики всегда встречали его аплодисментами на разминке.
В июне 2008 года Гьян успешно прошёл просмотр в финском ТПС и подписал с ним 6-месячный контракт. В январе 2009 года игрок отправился в английский «Рексем» до конца сезона 2008/09, но сыграл за него лишь в двух матчах Кубка Англии, прежде чем покинул Англию в конце сезона. В феврале 2010 года Гьян подписал контракт с финским РоПС, но уже в июле контракт был расторгнут из-за травмы колена, полученной в феврале. В итоге Гьян закончил карьеру в любительской команде «Леонидас» из Роттердама.
В ноябре 2021 года у Гьяна была выявлена последняя стадия рака. 29 декабря 2021 года футболист скончался в возрасте 43 лет.

## Международная карьера
Гьян сыграл 23 игр за сборную Ганы и был участником Кубка африканских наций — 2000.

## Достижения
Фейеноорд
- Обладатель Кубка УЕФА: 2001/02
- Чемпион Нидерландов: 1998/99
- Обладатель Суперкубка Нидерландов: 1999

 Гана до 17
- Чемпионат мира среди команд до 17 лет: 1995